# Chirita nandanensis
Chirita nandanensis är en tvåhjärtbladig växtart som beskrevs av S.X. Huang, Y.G. Wei och W.H. Luo. Chirita nandanensis ingår i släktet Chirita och familjen Gesneriaceae. Inga underarter finns listade i Catalogue of Life.